# Herb gminy Michów
Herb gminy Michów – symbol gminy Michów.

## Wygląd i symbolika
Herb przedstawia na tarczy w polu czerwonym srebrny topór ze złotą rękojeścią, otoczony zieloną lilią z srebrnym kwiatem i trzema srebrnymi pąkami. Jest to historyczny herb miasta Michów, nadany przez Augusta III Sasa wraz z prawami miejskimi w 1747 i nawiązujący do postaci św. Józefa. Topór w herbie nawiązuje do zawodu św. Józefa, lilia jest natomiast atrybutem świętego, będącego patronem właściciela miasta - lubelskiego kolegium jezuitów.